# José Himnógrafo
Jose Himnógrafo, José el Méloda, José de Sicilia, Josephus Hymnographus o Canonum Scriptor (Ιωσήφ ὁ Υμνογράφος / Ποιήτης τῶν κανόνων), fue un eclesiástico bizantino. Uno de los grandes poetas litúrgicos e himnógrafos de la Iglesia griega, llamada "la dulce voz del pájaro de la Iglesia". Es venerado como santo por diversas confesiones cristianas.

## Biografía
Nació en la isla de Sicilia en 816, y era hijo de Plocino (Plotinus o Plutinus) y de Ágata, personas de cierta posición y muy piadosas. A causa de las depredaciones de los musulmanes en Sicilia, la familia tuvo que huir hacia el Peloponeso. Hacia el 831, a los quince años, decidió entrar en un monasterio y finalmente se fue al de Latomus a Tesalónica, reconocido por la devoción y ascetismo de sus monjes. Fue ordenado presbítero y acompañó a Gregorio de la Decápolis a Constantinopla donde se convirtió en uno de los jefes del partido ortodoxo en la lucha contra el emperador iconoclasta León V el Armenio iniciada en 814. 
De Constantinopla, Gregorio lo envió a Roma para pedir el apoyo del papa en la lucha contra los iconoclastas, pero por el camino fue capturado por piratas y llevado a Creta, donde fue vendido como esclavo y encerrado por los iconoclastas. Estuvo en prisión seis años, hasta la muerte de León V (820) cuando, según su biógrafo, fue milagrosamente liberado por San Nicolás de Mira y llevado a Constantinopla, donde su amigo Gregorio ya había fallecido y ahora Juan dirigía a los ortodoxos. A la muerte de éste, José procuró que los restos de Gregorio y Juan fueran trasladados a la iglesia de San Juan Crisóstomo, donde se estableció un monasterio que atrajo muchos religiosos por su elocuencia.
Por su fidelidad al culto de las imágenes fue desterrado en el Táurica, seguramente por el emperador Teófilo (829-842). A la muerte del emperador fue llamado por la emperatriz Teodora y gracias al favor del patriarca Ignacio II de Constantinopla (847-858 y 867-877) obtuvo el cargo de sceuophylax, o portador de los objetos sagrados de la gran iglesia de la capital; José era aceptado tanto por Ignacio como por su rival Focio. Murió a una avanzada edad en el año 886.

## Obras
José es principalmente famoso por haber escrito un gran número (un millar, aproximadamente) de cánones poéticos e himnos, de una gran calidad literaria. Se conservan algunos, pero hay cierta dificultad para distinguir su obra de la de José Estudita, también poeta. Se consideran suyos:
- Canones in omnia Beatae Virginis Mariae festa entre los cuales destaca el Mariale, un himno de servicio en honor de la Virgen.
- Theotocia
- Los cánones del Menaion, que llevan su nombre en acróstico en la novena oda.
- Lavatemos nuestras voces ahora. (enlace roto disponible en Internet Archive; véase el historial, la primera versión y la última).
- Estrellas de la mañana. (enlace roto disponible en Internet Archive; véase el historial, la primera versión y la última).
- Perdónanos, Señor. Archivado el 3 de julio de 2011 en Wayback Machine.

Continúan cantándose en la liturgia griega y oriental, y algunos han sido adaptados en himnos protestantes.